# Права женщин в украинском обществе
Женщины на Украине имеют равные конституционные права с мужчинами в экономической, политической, культурной и социальной областях, а также в семье.
Большинство из 45 процентов населения Украины (45 миллионов), которые страдают от насилия — физического, сексуального или психического, — женщины.

## История феминизма на Украине
История Украины за последние два века тесно связана с историей Российской империи, а затем и Советского Союза. Украина достигла независимости в 1991 году и в настоящее время является государством с населением более 40 миллионов человек, большинство из которых являются православными; и 70% населения составляют городские.

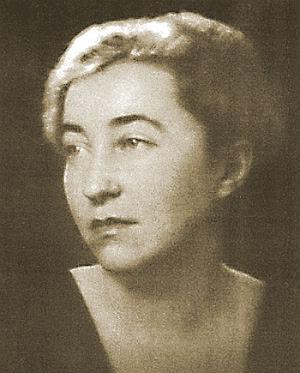
Милена Рудницкая

В 1920 году в Харькове прошёл первый всеукраинский съезд работниц и крестьянок в котором участвовало 1105 делегаток.
Одна из крупнейших феминистских организаций в Европе была основана в 1920-х годах в современной западной Украине или Галиции. Организацию называли Союзом украинских женщин и возглавляла Милена Рудницкая. Во времена советской эпохи феминизм классифицировался как буржуазная идеология, следовательно, контрреволюционная и антисоветская. Гражданское общество и феминизм практически не существовали в советское время. После обретения независимости Украины в 1991 году началось феминистское движение.
В настоящее время на Украине действуют несколько правозащитных групп женщин, в том числе феминистка Офензива и Украинский женский союз. FEMEN, самая активная женская правозащитная группа в Киеве была закрыта в 2013 году. Организация покинула Украину, потому что руководство опасалось за свою жизнь и свободу.

## Насилие в отношении женщин
Около 45 процентов населения Украины (45 миллионов) страдают от насилия - физического, сексуального или психического - и большинство из них - женщины. В 2001 году на Украине был принят Закон о предупреждении бытового насилия 2001 года, Статья 173-2 Кодекса об административных правонарушениях Украины также касается "насилия над семьей".  Нужат Эхсан, представитель Фонда ООН по народонаселению на Украине, заявил в феврале 2013 года: «В Украине действительно неприемлемый уровень насилия, в основном со стороны мужчин и главным образом из-за высокого уровня потребления алкоголя». Он также обвинил лазейки в законодательстве, способствующие проблеме насилия в семье: «Вы можете нарушать права женщин, и все же, если вы высокопоставленный чиновник или из высокопоставленной официальной семьи, вам это сойдет с рук».

## Женщины и рабочие места
Женщины составляют 54% населения Украины и 47,4 % ее рабочей силы. Более 60% всех украинских женщин имеют высшее образование. Однако уровень безработицы среди женщин очень высок по сравнению с мужчинами с одинаковым уровнем образования (80% всех безработных на Украине - женщины), не считая скрытой безработице среди женщин.

## Женщины в украинском бизнесе
В среднем женщины зарабатывают на 21% меньше, чем мужчины, занимающие аналогичные должности. Около 50% всех предприятий без наемных работников принадлежат женщинам. Предприятия с 1-5 работниками на 27% принадлежат женщинам. Предприятия с числом занятых менее 50% принадлежат женщинам на 30%. Эти цифры аналогичны показателям в других западных странах. Женщины, как правило, ведут малый бизнес в розничной торговле, оптовой торговле и сфере общественного питания.

## Женщины в политике

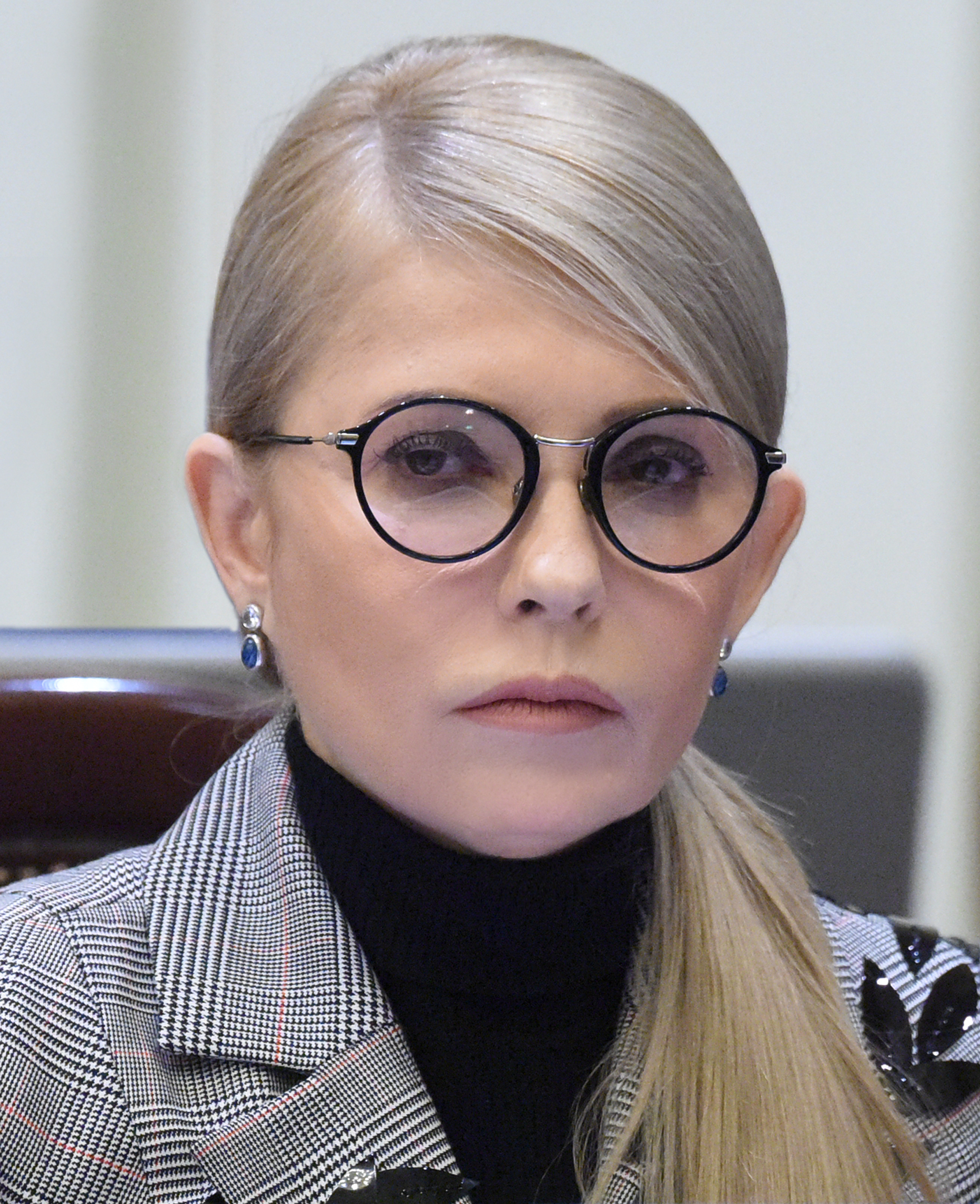
Юлия Тимошенко

По состоянию на 2014 год около 12,1% Верховной Рады составляют женщины. Процент женщин-законодателей колеблется в зависимости от выборов. В парламенте, избранном на украинских парламентских выборах 2012 года, женщины составляли 9,9%. На первых парламентских выборах, состоявшихся после провозглашения независимости Украины, были избраны только 11 женщин (2,3% от парламента). Согласно исследованию, опубликованному 1 ноября 2014 года Межпарламентским союзом, Украина занимает 112-е место среди 189 стран с точки зрения политического представительства женщин в парламенте
Блок Юлии Тимошенко и преемник Батькивщина были единственной партией, возглавляемой женщиной, которая попала в парламент.
Второе правительство Яценюка состоит из двух женщин-министров, тогда как в Первом была одна женщина.
Во время президентских выборов 2010 года кандидат Виктор Янукович отказался от дебатов со своей оппоненткой премьер-министром Юлией Тимошенко заявив, что «место женщины на кухне».
Законопроект о запрете абортов (написанный Андреем Шкилем) был зарегистрирован в Верховной Раде по просьбе духовенства Греко-Католической Церкви 12 марта 2012 года, но так и не был принят

## Женщины в вооружённых силах
Женщинам на Украине разрешено вступать в вооруженные силы, но как правило они занимаются там медициной, бухгалтерией и сферой питания. С июля 2016 года Украинские Вооруженные Силы начали разрешать женщинам участвовать в боевых ролях, включая, но не ограничиваясь этим, пулеметчика , военного разведчика и снайпера.